# Clasificación para la Copa de Oro de la Concacaf 2025
La clasificación para la Copa de Oro de la Concacaf 2025 determinó a los últimos 7 equipos que participaron en la Copa de Oro de la Concacaf 2025.

## Equipos
Catorce equipos participaron en la clasificación para la Copa de Oro de la Concacaf 2025: Diez equipos con base a los resultados obtenidos en la fase de grupos de la Liga de Naciones de la Concacaf 2024-25, más los cuatro equipos provenientes del play-in.
| Llave | Perdedores de cuartos de final |
| ----- | ------------------------------ |
| QF1   | Costa Rica                     |
| QF2   | Jamaica                        |
| QF3   | Surinam                        |
| QF4   | Honduras                       |
| Grupo | Terceros y cuartos lugares     |
| A     | Guatemala                      |
| A     | Martinica                      |
| B     | Nicaragua                      |
| B     | Trinidad y Tobago              |

| Grupo | Mejores Segundos lugares     |
| ----- | ---------------------------- |
| A     | San Vicente y las Granadinas |
| D     | Bermudas                     |

| Llave | Ganadores |
| ----- | --------- |
| PI1   | Guadalupe |
| PI2   | Cuba      |
| PI3   | Belice    |
| PI4   | Guyana    |

## Emparejamientos
Los encuentros se jugaron a partidos de ida y vuelta, durante la fecha FIFA de marzo de 2025. Los emparejamientos de la ronda preliminar se determinaron con base en el ranking de selecciones de Concacaf tras la fecha FIFA de noviembre de 2024.
- Play-off 1: 1.º vs. 14.º
- Play-off 2: 2.º vs. 13.º
- Play-off 3: 3.º vs. 12.º
- Play-off 4: 4.º vs. 11.º
- Play-off 5: 5.º vs. 10.º
- Play-off 6: 6.º vs. 9.º
- Play-off 7: 7.º vs. 8.º

Participantes
| Ubicación | Equipo                       | Puntos |
| --------- | ---------------------------- | ------ |
| 1         | Costa Rica                   | 1658   |
| 2         | Jamaica                      | 1574   |
| 3         | Honduras                     | 1513   |
| 4         | Guatemala                    | 1423   |
| 5         | Trinidad y Tobago            | 1313   |
| 6         | Martinica                    | 1296   |
| 7         | Nicaragua                    | 1198   |
| 8         | Guadalupe                    | 1139   |
| 9         | Surinam                      | 1128   |
| 10        | Cuba                         | 1112   |
| 11        | Guyana                       | 1024   |
| 12        | Bermudas                     | 885    |
| 13        | San Vicente y las Granadinas | 870    |
| 14        | Belice                       | 791    |

## Llaves
| Equipo 1          | Agr. | Equipo 2                     | Ida | Vuelta |
| ----------------- | ---- | ---------------------------- | --- | ------ |
| Costa Rica        | 13–1 | Belice                       | 7–0 | 6–1    |
| Jamaica           | 4–1  | San Vicente y las Granadinas | 1–1 | 3–0    |
| Honduras          | 7–3  | Bermudas                     | 5–3 | 2–0    |
| Guatemala         | 4–3  | Guyana                       | 2–3 | 2–0    |
| Trinidad y Tobago | 6–1  | Cuba                         | 2–1 | 4–0    |
| Martinica         | 0–2  | Surinam                      | 0–1 | 0–1    |
| Nicaragua         | 0–2  | Guadalupe                    | 0–1 | 0–1    |

## Partidos

### Costa Rica vs. Belice
| Ida; 21 de marzo | Belice | 0:7 (0:3) | Costa Rica                                                                        | FFB Field, Belmopán         |                             |
| 20:00 (UTC-6)    |        | Reporte   | Ugalde 7', 36' (pen.) · Vargas 38' · Mitchell 65' · Zamora 70', 88' · Alcócer 81' | Árbitro(s): Adonis Carrasco | Árbitro(s): Adonis Carrasco |

| Vuelta; 25 de marzo | Costa Rica                                                               | 6:1 (4:0) (Global 13:1) | Belice        | Estadio Nacional, San José |                        |
| 19:00 (UTC-6)       | Arzú 1' (a.g.) · Bran 6', 66' · A. Martínez 8' · Ugalde 36' · Zamora 69' | Reporte                 | Bernárdez 47' | Árbitro(s): Julio Luna     | Árbitro(s): Julio Luna |

### Jamaica vs. San Vicente y las Granadinas
| Ida; 21 de marzo | San Vicente y las Granadinas | 1:1 (1:0) | Jamaica             | Estadio Arnos Vale, Kingstown |                             |
| 19:00 (UTC-4)    | Anderson 65'                 | Reporte   | Bailey 90+8' (pen.) | Árbitro(s): Karen Hernández   | Árbitro(s): Karen Hernández |

| Vuelta; 25 de marzo | Jamaica                                           | 3:0 (1:0) (Global 4:1) | San Vicente y las Granadinas | Sabina Park, Kingston           |                                 |
| 19:00 (UTC-5)       | Wa. Brown 27' · Johnson 89' (a.g.) · Cephas 90+4' | Reporte                |                              | Árbitro(s): Pierre-Luc Lauzière | Árbitro(s): Pierre-Luc Lauzière |

### Honduras vs. Bermudas
| Ida; 21 de marzo | Bermudas                                       | 3:5 (2:0) | Honduras                                                    | Bermuda National Sports Centre, Devonshire |                        |
| 20:00 (UTC-3)    | Crishlow 1' · Parfitt 44' · Lewis 90+2' (pen.) | Reporte   | Quioto 60', 66' · Palma 64' · J. Martínez 89' · Pinto 90+4' | Árbitro(s): Reon Radix                     | Árbitro(s): Reon Radix |

| Vuelta; 25 de marzo | Honduras                 | 2:0 (0:0) (Global 7:3) | Bermudas | Estadio Chelato Uclés, Tegucigalpa |                         |
| 20:00 (UTC-6)       | Benguché 53' · Palma 57' | Reporte                |          | Árbitro(s): Bryan López            | Árbitro(s): Bryan López |

### Guatemala vs. Guyana
| Ida; 21 de marzo | Guyana             | 3:2 (2:1) | Guatemala                             | Barbados FA Technical Center, Bridgetown, Barbados |                         |
| 21:00 (UTC-4)    | Jones 9', 36', 56' | Reporte   | J. C. Martínez 29' · Pinto 80' (pen.) | Árbitro(s): Iván Barton                            | Árbitro(s): Iván Barton |

| Vuelta; 25 de marzo | Guatemala             | 2:0 (1:0) (Global 4:3) | Guyana | Estadio Cementos Progreso, Ciudad de Guatemala |                           |
| 18:30 (UTC-6)       | Rubín 11' · Lemus 76' | Reporte                |        | Árbitro(s): Lukasz Szpala                      | Árbitro(s): Lukasz Szpala |

### Trinidad y Tobago vs. Cuba
| Ida; 21 de marzo | Cuba        | 1:2 (1:1) | Trinidad y Tobago          | Estadio Antonio Maceo, Santiago de Cuba |                                   |
| 16:00 (UTC-4)    | Y. Matos 6' | Reporte   | I. Lee 20' · S. Yeates 53' | Árbitro(s): Juan Gabriel Calderón       | Árbitro(s): Juan Gabriel Calderón |

| Vuelta; 25 de marzo | Trinidad y Tobago                     | 4:0 (2:0) (Global 6:1) | Cuba | Estadio Ato Boldon, Couva      |                                |
| 19:00 (UTC-4)       | Lee 22', 37' · Molino 51' · James 84' | Reporte                |      | Árbitro(s): César Arturo Ramos | Árbitro(s): César Arturo Ramos |

### Martinica vs. Surinam
| Ida; 21 de marzo | Surinam  | 1:0 (1:0) | Martinica | Estadio Franklin Essed, Paramaribo |                            |
| 19:00 (UTC-3)    | Kerk 54' | Reporte   |           | Árbitro(s): Víctor Cáceres         | Árbitro(s): Víctor Cáceres |

| Vuelta; 25 de marzo | Martinica | 0:1 (0:0) (Global 0:2) | Surinam    | Estadio Pierre Aliker, Fort-de-France |                              |
| 19:00 (UTC-4)       |           | Reporte                | Pherai 80' | Árbitro(s): José Raúl Torres          | Árbitro(s): José Raúl Torres |

### Nicaragua vs. Guadalupe
| Ida; 21 de marzo | Guadalupe | 1:0 (1:0) | Nicaragua | Stade Roger Zami, Le Gosier |                            |
| 20:00 (UTC-4)    | David 17' | Reporte   |           | Árbitro(s): Nelson Salgado  | Árbitro(s): Nelson Salgado |

| Vuelta; 25 de marzo | Nicaragua | 0:1 (0:0) (Global 0:2) | Guadalupe  | Estadio Nacional, Managua      |                                |
| 18:30 (UTC-6)       |           | Reporte                | Mirval 64' | Árbitro(s): Fernando Hernández | Árbitro(s): Fernando Hernández |

## Clasificados a la Copa Oro 2025 vía play-offs
| Bandera de Costa Rica | Bandera de Jamaica | Bandera de Honduras | Bandera de Guatemala |
| Costa Rica            | Jamaica            | Honduras            | Guatemala            |
| Ganador PO1           | Ganador PO2        | Ganador PO3         | Ganador PO4          |
| 25/3/2025             | 25/3/2025          | 25/3/2025           | 25/3/2025            |

| Bandera de Trinidad y Tobago | Bandera de Surinam | Bandera de Guadalupe (Francia) |
| Trinidad y Tobago            | Surinam            | Guadalupe                      |
| Ganador PO5                  | Ganador PO6        | Ganador PO7                    |
| 25/3/2025                    | 25/3/2025          | 25/3/2025                      |